# Université des langues étrangères de Pusan
L'université des langues étrangères de Pusan (en coréen : 부산외국어대학교, en anglais : Busan University of Foreign Studies, ou BUFS par abréviation) est une université privée sud-coréenne.

## Anciens élèves
- Kim Cho-hee